# DSS Zaporoże
DSS Zaporoże (ukr. Міні-Футбольний Клуб «ДСС» Запоріжжя, Mini-Futbolnyj Kłub "DSS" Zaporiżżia) – ukraiński klub futsalu z siedzibą w Zaporożu, występujący w latach 1995-2007 w futsalowej Wyższej lidze Ukrainy.

## Historia
Chronologia nazw:
- 1995: DSS (DniproSpecStal) Zaporoże (ukr. ДСС («Дніпроспецсталь») Запоріжжя)
- 2007: klub rozwiązano

Klub futsalowy DSS Zaporoże został założony w 1995 roku i reprezentował Zaporoski Zakład Elektrometalurgiczny "DniproSpecStal" im. A.N. Kuźmina. W 1995 klub debiutował w Wyższej Lidze.
W 2002 roku klub osiągnął swój pierwszy najwyższy sukces - zdobył Puchar Ukrainy. Po zakończeniu sezonu 2006/07 z przyczyn finansowych klub zrezygnował z dalszych rozgrywek w najwyższej klasie rozgrywek ukraińskiego futsalu.

## Sukcesy
Sukcesy krajowe
- Mistrzostwo Ukrainy:
  - 2. miejsce (1x): 2003/04
  - 3. miejsce (6x): 1995/96, 1996/97, 1999/00, 2000/01, 2001/02, 2002/03

- Puchar Ukrainy:
  - zdobywca (1x): 2001/02
  - finalista (2x): 1996/97, 2003/04

- Puchar Ligi Ukrainy:
  - zdobywca (1x): 2004/05

## Hala
Drużyna rozgrywała swoje mecze w Hali Pałacu Sportu "ZaporiżAluminBud" w Zaporożu. Drużyna w 1991 roku odniosła historyczne zwycięstwo nad Ruchem Chorzów (1:0) na stadionie gospodarzy.